# Finn (Star Wars)
FN-2187, más conocido como Finn (nombre que le otorga Poe Dameron), es un personaje ficticio de la saga de películas Star Wars. Es uno de los protagonistas de las películas Star Wars: Episodio VII - El despertar de la Fuerza, Star Wars: Episodio VIII - Los últimos Jedi y Star Wars: Episodio IX - El ascenso de Skywalker.

## Apariciones

### El Despertar de la Fuerza(2015)
Originalmente es presentado como un soldado Stormtrooper al servicio de la Primera Orden (siendo conocido por el nombre en código FN-2187), pero que luego de presenciar los horribles actos de sus líderes y presenciar la muerte de un compañero de escuadrón, se une a "La Resistencia" en el transcurso de la película, al conocer al piloto rebelde Poe Dameron, quien utilizando las letras de su nombre en código terminó bautizándolo como Finn. Tras escapar de las tropas de la Primera Orden, Finn aterriza en el planeta Jakku, donde conoce a Rey, una recolectora con una fuerte relación con "La Fuerza". Su encuentro fue propicio gracias a BB-8, un androide perteneciente a Poe, que lo identifica por llevar puesta una chaqueta que pertenecía al piloto rebelde. Tras un breve malentendido, ayuda a Rey a escapar de Jakku en el mismo momento que la Primera Orden inició un ataque a ese sistema para eliminar a Poe y Finn. Tras abordar el Halcón Milenario (ex-nave de Han Solo), BB-8 revela que lleva consigo información sobre como encontrar a Luke Skywalker. En este ínterin, Finn y sus amigos se encuentran con Han Solo, quien los lleva hacia un lugar donde descubren que allí se escondía el Sable de luz de Skywalker. Tras un nuevo ataque de la Primera Orden, Finn empuña el Sable de luz para escapar, logrando finalmente unirse con el resto de La Resistencia, sin poder evitar que Kylo Ren secuestre a Rey. Tras darse a conocer con los demás miembros de La Resistencia, Finn se ofrece a formar un equipo con Solo y Chewbacca, con el fin de iniciar un ataque por dentro aprovechando sus conocimientos de la nueva estación espacial Starkiller. Una vez que lograron ingresar con éxito, consiguen también rescatar a Rey pero no pueden evitar que Han enfrente a su hijo, viendo como este último atravesaba a su padre con su sable de luz. Tras ver esta escena, Finn y Rey llevan a Kylo Ren fuera de la estación espacial, iniciándose un duelo de sables entre Finn y Kylo, teniendo este último la victoria al derrotarlo y dejarlo en coma.

### Los Últimos Jedi(2017)
Finn despierta de su coma, a bordo del crucero de resistencia principal, e inmediatamente exige saber dónde está Rey, sabiendo que Leia tiene un faro que hará que Rey regrese a ella cuando sea necesario. Finn y BB-8 se alían con Rose Tico de la Resistencia y se dirigen un casino en el planeta Canto Bight, donde se unen con un ladrón llamado DJ, antes de traicionarlos. Cuando la Primera Orden prepara un ataque contra la base rebelde anteriormente abandonada en Crait, Finn reconoce el armamento que planean usar para destruir las puertas blindadas y lidera un pequeño ataque contra la Primera Orden con la intención de deshabilitar el cañón. El ataque va mal, y Poe ordena a todos los combatientes a retirarse, pero Finn está decidido a destruir el cañón y vuela directamente a la explosión, planea sacrificarse para derrotar a la Primera Orden. En el último segundo, Rose lo detiene embistiendo su speeder con el suyo, empujándolo fuera de la explosión. Finn le pregunta por qué lo detuvo, y ella le dice que las guerras se ganan "no luchando contra lo que odiamos, sino salvando lo que amamos"; ella luego lo besa antes de caer inconsciente. Finn trae su cuerpo a la base rebelde y llama a un médico para ella. Cuando Luke Skywalker se presenta en Crait, El primer instinto de Finn es enviar fuerzas para ayudarlo, pero Poe se da cuenta de que Luke se está demorando para darle tiempo a la Resistencia para escapar de Crait. Finn y Poe conducen a la Resistencia fuera del planeta, y Finn finalmente se reúne con Rey, abrazándola apasionadamente antes de abordar el Halcón Milenario. Finn fue visto por última vez poniendo una manta sobre la aún inconsciente Rose.

### El Ascenso de Skywalker(2019)
Finn, junto con Poe, intercepta un mensaje de un topo de Primera Orden de que el Emperador Palpatine ha vuelto a la vida y está planeando un ataque contra la Resistencia en forma de la flota Eterna Sith, una armada masiva de la clase Xyston. Destructores Estelares. Finn luego se va junto con Rey, Poe, C-3PO y Chewbacca al planeta desértico de Passana, donde con la ayuda de Lando Calrissian localizan una daga que contiene una pista para un buscador Sith, una brújula para el planeta Sith Exegol. Durante todo el viaje, Finn claramente tiene algo que quiere decirle a Rey, pero no puede encontrar el tiempo para decirle. Su viaje los lleva a Kijimi, donde la ubicación de la wayfinder se extrae de los archivos de memoria de C-3PO, y más tarde a la clase resurgente - Destructor Estelar Firme, donde Finn y Poe van a rescatar a Chewbacca, que ha sido tomado por la Orden. En el proceso, Finn y Poe son capturados por Stormtroopers y listos para ser ejecutados, pero son rescatados por el General Hux, quien revela que él es el espía. En libertad, Finn y Poe rescatan a Rey a bordo del Halcón Milenario y dirígete al sistema Endor, donde el buscador está ubicado entre los restos de la segunda Estrella de la Muerte .
En Kef Bir, se encuentran con un grupo aliado con la Resistencia, dirigido por una mujer llamada Jannah. Finn conoce a Jannah, quien revela que ella y todo el asentamiento en Kef Bir son antiguos soldados de asalto que se amotinaron después de una batalla. Finn le dice que él también dejó la Orden, y sugiere que la Fuerza los reunió y los hizo abandonar a todos. Finn y Jannah siguen a Rey a bordo de los restos para tratar de evitar que se enfrente a Ren, pero ella lo hace y casi lo mata antes de curarlo y abandonar el barco de Ren. Sin Rey o el buscador, Finn, Poe y Jannah regresan a la base de la Resistencia, donde se enteran de que Leia ha muerto. Poe se llama General interino, y Poe nombra a Finn como Co-General.
Finn se entera del paradero de Exegol basado en las transmisiones de Rey, y él y Poe lideran un ataque contra la flota de la Orden Final, con Finn y Jannah liderando específicamente un ataque terrestre en la superficie del Steadfast para eliminar su navegación. Cuando el ataque se acerca a su fin, Finn y Jannah quedan en la superficie del destructor estelar resurgente dañado, pero finalmente son rescatados por Lando y Chewbacca en el Halcón Milenario y el resto de la flota de la Resistencia; Finn atribuye su fe en ser rescatado al conocimiento de la Fuerza. Tras el exitoso ataque, Finn celebra entre los rebeldes en la base de la Resistencia, reuniéndose con Rey y Poe.